# Philippe Hersant
Philippe Hersant   (Roma, 21 de juny de 1948) és un compositor francès.

## Adolescència i estudis
Philippe Hersant va néixer a Roma, on va passar els seus primers anys.
És llicenciat en lletres modernes per la Universitat de París-Nanterre. Al mateix temps, va prendre classes en harmonia amb Georges Hugon, contrapunt d'Alain Weber i composició d'André Jolivet al Conservatori Superior de Música de París. Allà va guanyar un premi d'escriptura.

## Carrera musical
El 1970 va rebre una beca durant dos anys a la Casa de Velázquez de Madrid. De retorn a París, es va incorporar al departament de musicologia de la Universitat de París-Sorbona com a professor i va començar la seva col·laboració amb "France Musique", presentant concerts i oferint programes. Cap de les peces escrites durant aquest període no apareix al seu catàleg.
El 1978 va ingressar a l'Acadèmia Francesa de Roma i va compondre el seu opus 1, Stances, per a orquestra. Va guanyar el premi Georges Enesco el 19821. Va compondre l'òpera de cambra The Spaced Visits (estrenada al Festival d'Avinyó el juliol de 1983) i que va tenir un cert impacte. Seguiran principalment obres orquestrals: Espirals, meandres per a violí i orquestra, Aztlan i la Missa brevis per a 12 veus i orquestra (atorgat per la International Tribune de la UNESCO el 19911).
Des del 1985, es va sentir atret per la música de cambra. Radio France li va encarregar un quartet de corda, creat pel Quartet Talich. Aquesta peça va guanyar el premi a la millor creació contemporània atorgada per SACEM i va ser nominada als "Victoires de la musique classique". Posteriorment, entre 1985 i 1992 va escriure un segon quartet de corda (Nachtgesang), un concert per a violoncel i orquestra de cambra (premi Arthur Honegger 19941), un sextet i diverses peces en solitari (Hopi per a fagot, Pavane per a viola, Melancholia per a contrabaix). Va rebre el gran premi musical de la Ciutat de París el 1990, després el 1991 el dels compositors del SACEM1. El 1993 va guanyar el premi New Talent de SACD.
La seva òpera Le Château des Carpathes (en un llibret extret de la novel·la Le Château des Carpathes de Jules Verne) es va estrenar per primera vegada en versió orquestral al Festival de Montpeller el 1992, després a l'octubre de 1993 a l'Opéra-Comédie de Montpeller, escenificada per André Wilms i ambientació de Nicky Rieti.
Philippe Hersant va escriure en aquella època per a la veu; així, el cicle de melodies sobre poemes de Hölderlin Lebenslauf ("El curs de la vida") el 1992, L'Infinito (1993) per a 12 veus mixtes a cappella, sobre un poema de Leopardi i Aus tiefer Not (Psalm CXXX) (1994) per a 12 veus, viola da gamba i orgue, així com miniatures que mostren les seves investigacions sobre el timbre dels instruments i les noves tècniques d'interpretació: 8 peces per a fagot i conjunt instrumental, 8 duets per a viola i fagot, 11 capricis per a 2 violins, 5 miniatures per a flauta de viola, Chants du Sud, per a violí
Va guanyar el premi Maurice-Ravel el 19961. El setembre del 1998, compositor resident a lOrchester National de Lyon, durant dues temporades. El 2001 va guanyar el Gran Premi Musical de la Fundació Simone i Cino del Duca, atorgat per l'Acadèmia de Belles Arts.
El 2002, Radio France li va encarregar diverses obres: una versió concertada del Château des Carpathes, després de Jules Verne, estrenada al Festival Radio France i Montpeller sota la direcció de David Robertson, així com un Trio per a violí, violoncel i piano creat per Alice Ader, Christophe Poiget i Isabelle Veyrier.
El 2005 va guanyar les seves primeres Victòries de música clàssica com a millor compositor. El 2008, mentre era compositor resident a lOrquestra de Bretanya durant tres temporades, va guanyar el Gran Premi de Música Simfònica atorgat per SACEM. Entre el 2008 i el 2009 va ser nomenat president de la Music Commission del SACD.
El 17 de maig de 2015 a Abbeville es va crear un encàrrec de Radio France i la CMBV, Le Cantique des 3 enfants dans la fournaise sobre el poema d'Antoine Godeau, obra mirall de La Messe à 4 chœurs H.4 de Marc-Antoine Charpentier, nombres instrumentals i vocals idèntics. L'enregistrament d'aquest programa finançat amb l'ajut de donants, inclosa la Companyia Marc-Antoine Charpentier i la Companyia Getraline, es va completar el 2019.

## Teatre
Philippe Hersant també treballa per al teatre. Així, amb el tàndem Jean Jourdheuil i Jean-François Peyret, va treballar a Paysage sous surveillance, La Route des chars de Heiner Müller, Lucrèce: De la nature des choses. Aquesta col·laboració es presentarà al Festival d'Avinyó 1991 Landschaft mit Argonauten ("Paisatge amb argonautes"), partitura per a 12 veus mixtes i 8 trombons, atorgada el 1995 per la Tribuna Internacional de la UNESCO el 19911.

## Cinéma
- 1990: La Ville Louvre de Nicolas Philibert
- 1996: Un animal, des animaux de Nicolas Philibert
- 2002: Être et avoir de Nicolas Philibert

## Sobre la seva obra
Primer es va dedicar a l'escriptura orquestral, va escriure per a grups de música de cambra a partir del 1985 i després es va dedicar a la veu. La seva obra revela la seva atracció per la literatura, la poesia i el teatre, inspirant-se en textos de Georg Trakl, Arthur Rimbaud, Charles Baudelaire, Emily Brontë... També treballa per al cinema, col·laborant regularment amb Nicolas Philibert, en particular per ser i tenir.
La seva música és en gran manera consonant, la dissonància augmenta la consonància. Integra el llenguatge de tota la història de la música, assumint un aspecte referencial de la seva música, sovint integrant fragments manllevats per exemple de Bach o Liszt. Busca "un equilibri entre una gran llibertat i una determinada evidència formal".

## Documentals
- Entre les Lignes, pel·lícula francesa de François Gauducheau (2009) 52 min.